# Cultura soaniana
La  cultura soaniana es una cultura arqueológica del Paleolítico inferior en las colinas de Sivalik del subcontinente indio. Contemporánea de la achelense, debe su nombre al valle del río Soan, en Pakistán. Los yacimientos soanianos se encuentran a lo largo de la región de Sivalik en la actual India, Nepal y Pakistán. Los artefactos soanianos se fabricaban en guijarros de cuarcita, cantos rodados y, ocasionalmente, en bloques de roca, todos ellos procedentes de diversas fuentes fluviales del paisaje de Siwalik. Los conjuntos soanianos comprenden en general variedades de canto tallados, discoides, raspadores, núcleos y numerosos tipos de lascas, todos ellos presentes en frecuencias tipotecnológicas variables en los distintos yacimientos. Excluyendo algunas localidades del valle de Soan en Pakistán, el complejo de yacimientos de Guler (valle del Beas) y Toka en la India, y el yacimiento de Arjun-3 en Nepal, los conjuntos soanianos y similares raramente comprenden más de unas pocas docenas de artefactos. La mayoría de ellos se encuentran en contextos de superficie no aptos para su uso y pueden clasificarse como sitios externos o no, con artefactos dispersos al azar en los paisajes de Siwalik. Los paralelos morfológicos más cercanos fuera de Asia meridional se encuentran en las regiones vecinas de Tayikistán e Irán.

## Hallazgos
El término "cultura soaniana" fue utilizado por primera vez por Hellmut De Terra en 1936, pero DN Wadia había identificado la presencia de estos implementos arqueológicos en 1928. Stephen Lycett llevó a cabo más investigaciones arqueológicas para determinar la evaluación morfométrica del tecnocomplejo sosniano. El resultado de este experimento concluyó que el tecnocomplejo soaniano contiene un componente central de la técnica Mode 3 Levallois.

En Adiala y Khasala Kalan, a unos 16 km de la terraza de Rawalpindi, en la curva del río, se descubrieron cientos de herramientas de canto rodado. En Chauntra, en Himachal Pradesh, se encontraron hachas de mano y cuchillas. Se han recuperado herramientas de hasta dos millones de años de antigüedad. En el desfiladero del río Soan hay muchas rocas con fósiles expuestas en la superficie. Allí se han encontrado fósiles de 14 millones de años de gacela, rinoceronte, cocodrilo, jirafa y roedores. Algunos de estos fósiles se exponen en el Museo de Historia Natural de Pakistán, en Islamabad.

## Otras lecturas
- Dani Ahmad Hasan (1964). «Prehistoric Pakistan». Asian Perspectives 7: 183-188.
- B. B. Lal (1964). «A Decade of Prehistoric and Protohistoric Archaeology in India, 1951–1960». Asian Perspectives 7 (1–2): 144-159.
- Hellmut De Terra (1969). Early man: as depicted by leading authorities at the International symposium, the Academy of Natural Sciences, Philadelphia, March 1937. Ayer Publishing, Academy of Natural Sciences of Philadelphia. pp. 263-. ISBN 978-0-8369-1184-8. Consultado el 21 de agosto de 2011.
- J. Armand (1979). «The Middle Pleistocene Pebble Tool Site of Durkadi in Central India». Paléorient 5: 105-144. doi:10.3406/paleo.1979.4242.
- J. Armand (1985). «The Emergence of the Handaxe Tradition in Asia, with Special Reference to India».  En V. N. Misra, Peter S. Bellwood, ed. Recent advances in Indo-Pacific prehistory: proceedings of the international symposium held at Poona, December 19–21, 1978. BRILL. pp. 4-. ISBN 978-90-04-07512-2. Consultado el 22 de agosto de 2011.
- V. A. Ranov; D. Dorj; Lu Zün-E (1999).  Vadim Mikhaĭlovich Masson, ed. History of civilizations of Central Asia. Motilal Banarsidass. pp. 45-. ISBN 978-81-208-1407-3. Consultado el 21 de agosto de 2011.
- Kenneth Oakley (30 de abril de 2007). Frameworks for Dating Fossil Man. Transaction Publishers. pp. 223-. ISBN 978-0-202-30960-6. Consultado el 21 de agosto de 2011.